# Fiduciair geld

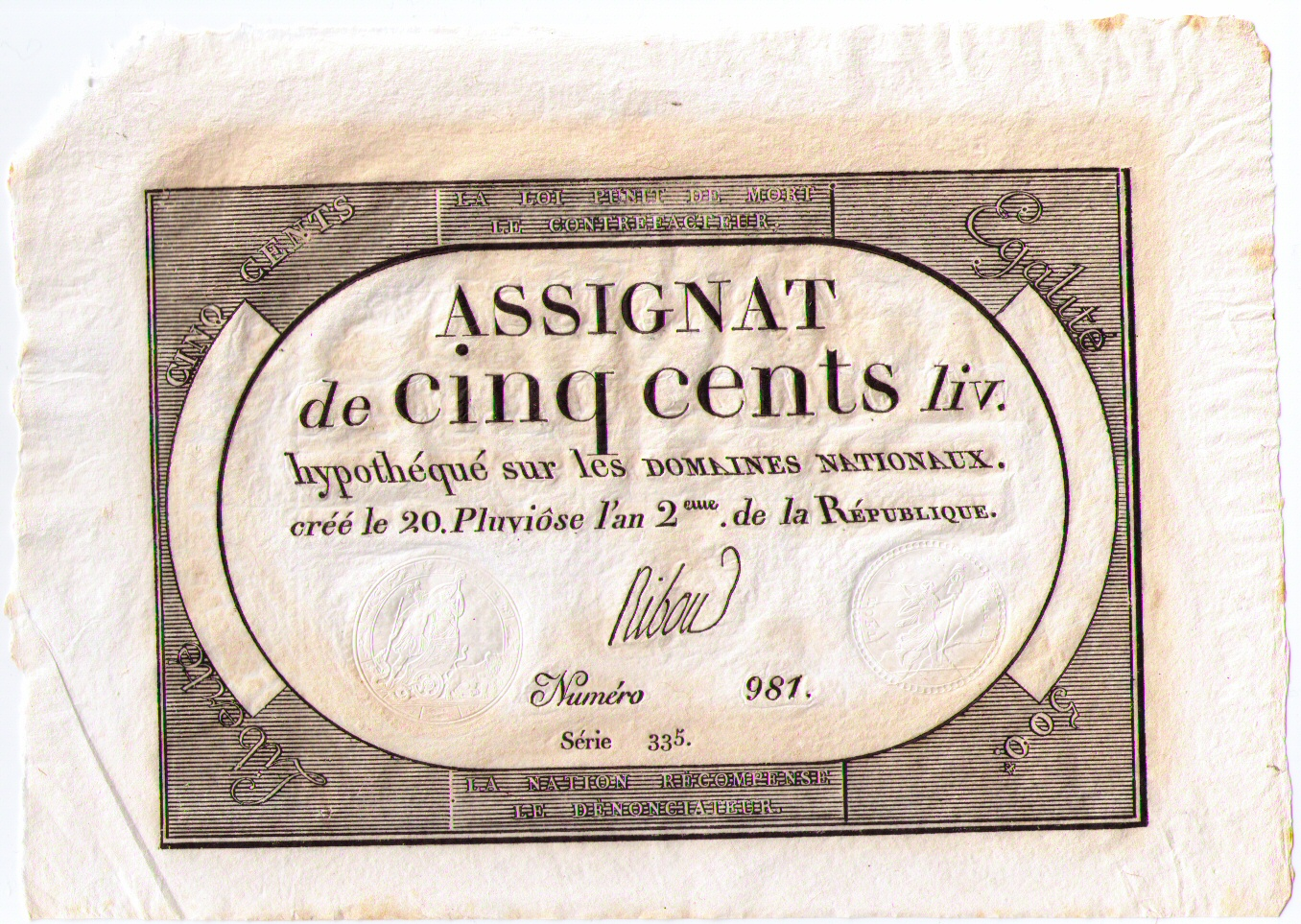
Assignaat voor 500 livres uit 1794

Fiduciair geld is geld dat zijn waarde niet ontleent aan de materie waaruit het gemaakt is (intrinsieke waarde zoals bij gouden en zilveren munten), maar aan het vertrouwen dat er goederen en diensten mee gekocht kunnen worden.

## Beschrijving
De nominale waarde, de waarde die op het biljet of munt staat, berust dus niet op een bepaald gewicht en gehalte van edelmetaal maar op het vertrouwen dat de economische actoren stellen in de waarde van de munteenheid. Het woord fiduciair is afgeleid van het Latijnse woord voor vertrouwen.
Vaak zal aan dit vertrouwen een wettelijke basis ten grondslag liggen, zoals bij een wettig betaalmiddel. Hierdoor zal het vertrouwen mede gebaseerd zijn op het vertrouwen dat burgers in de overheid ofwel de muntheer hebben. In dat geval wordt het geld ook wel fiatgeld genoemd. Het woord fiat komt uit het Latijn en betekent 'Laat het zo zijn'.
De overheid stelt zich tot taak ervoor te zorgen dat de geldhoeveelheid die in omloop is niet te veel uit de pas loopt met de hoeveelheid beschikbare producten en diensten die in de samenleving wordt geproduceerd. Wordt er te veel geld in omloop gebracht, dan treedt er inflatie op. De overheid probeert het vertrouwen in het fiduciair geld in stand te houden doordat zij:
- het accepteren ervan verplicht stelt,
- dit geld als middel erkent om belastingschulden mee te vereffenen,
- en erop toeziet dat er niet te veel van dit geld in omloop wordt gebracht door bijvoorbeeld de algemene banken.

## Voor- en nadelen van fiatgeld
Papier- en muntgeld, maar ook  en elektronisch geld, hebben veel voordelen t.o.v. grondstofgeld zoals edelmetalen. Allereerst voorkomt het eenvoudige vormen van bedrog, bijvoorbeeld door individuen die kleine hoeveelheden edelmetaal van munten af proberen te halen, en de munt vervolgens alsnog als heel proberen uit te geven. Dit snoeien van munten was in de middeleeuwen een veelvoorkomend gebruik, waardoor vaak alsnog een munt nagewogen moest worden. Papiergeld en elektronisch geld voorkomen bijvoorbeeld dat personen met grote hoeveelheden gewicht van een bepaald edelmetaal moeten lopen.
Fiatgeld vergroot de flexibiliteit voor de overheid om geld uit te geven, doordat er tegen geringe kosten meer of minder geld in omloop gebracht kan worden. Het belangrijkste voordeel van fiatgeld is daarmee tevens het belangrijkste bezwaar: het geeft de overheid de mogelijkheid om ongelimiteerd geld bij te maken. Schept de staat te veel geld, dan heeft dit inflatie of zelfs hyperinflatie ten gevolg. In de bijna honderd jaar dat er in de (westerse) wereld in meer of mindere mate met fiduciair geld wordt gewerkt heeft er wereldwijd een zeer aanzienlijke geldontwaarding plaatsgevonden, terwijl in eerdere eeuwen het prijsniveau vrijwel stabiel was, met uitzondering van periodes van oorlog en plotselinge verhogingen van de goudvoorraad.

## Geschiedenis

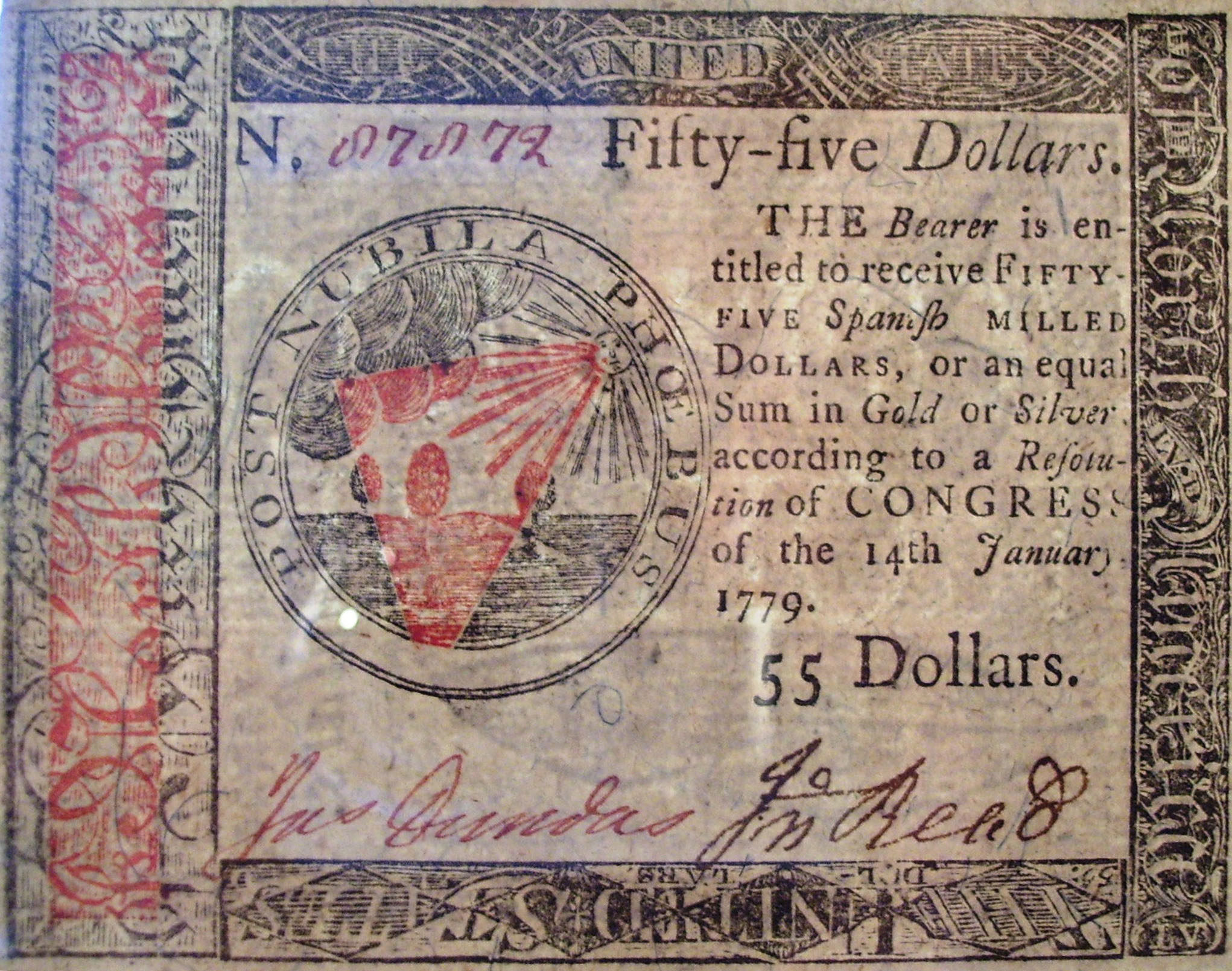
Zuiver fiduciair geld werd in vroeger eeuwen geassocieerd met grote onwentelingen: het werd gebruikt om de Franse, Amerikaanse en Russische revoluties te financieren, en leidde in elk van de gevallen tot hyperinflatie. Afgebeeld is een biljet van 55 Continental dollars, uitgegeven door het Continentaal Congres. Deze dollars ontleenden hun waarde aan de belofte dat ze later konden worden ingewisseld voor goud; dit 'later' werd steeds uitgesteld terwijl de revolutionaire staten Continentals bleven bijdrukken. Not worth a Continental ('geen Continental waard') werd een vaste uitdrukking in het Amerikaans Engels.

In het begin bestond geld, als ruil en betaalmiddel, uit een algemeen begeerd en waardevol materiaal. Dit materiaal kon zijn schelpen zijn, maar vaker edelmetalen als zilver en goud.
Op enig moment bleek dat betalen met de  gebruikelijke betaalmiddelen met name munten of andere metaal, onpraktisch was. Daarom ging men over tot wissels of kwitanties. Met deze wissels die door een bankier of handelaar aan cliënten werden verstrekt konden deze elders andere betaalmiddelen c.q. munten krijgen. Deze papieren maakten het overbodig om op reis te gaan met grote hoeveelheden metaalgeld, die gemakkelijk konden worden gestolen. Bij grote transacties begonnen wissels het metaalgeld grotendeels te verdringen.
Een stap verder is dat er van overheidswege papieren worden uitgegeven, een soort wissel "aan toonder", op grond waarvan een door de staat daartoe gemachtigde bank "aan toonder" een bepaald bedrag in gouden munt betaalt.
De Amsterdamsche Wisselbank begon hier vroeg in de 17e eeuw mee. De praktijk leerde dat, zo lang de reputatie van de bank niet geschokt werd, deze biljetten vaak van de ene particuliere persoon aan de andere werden overgedragen en dat de houders ervan zich maar betrekkelijk zelden tot de bank wendden om betaling in specie te krijgen.
De Bank of England kreeg in 1688 machtiging om papiergeld uit te geven. In ruil daarvoor financierde zij een deel van de Engelse staatsschuld. De Bank of England zorgde er wel voor dat er niet te veel papiergeld werd uit gegeven, zodat het vertrouwen behouden bleef.
Een experiment met papiergeld in Frankrijk in 1719 en 1720, waar de Schotse bankier John Law van de regent, Filips II van Orléans, machtiging kreeg tot het uitgeven van papiergeld liep echter minder goed af. Ook de assignaten die de Franse Republiek in de jaren van de revolutie uitgaf, verloren spoedig een groot deel van hun waarde. Dit soort negatieve ervaringen vertraagde de opmars van het fiduciair geld aanzienlijk.
De initiatieven tot het uitgeven van fiduciair geld bleven echter aanhouden. Een economisch bestel met alleen gouden en zilveren munten kent namelijk grote problemen. De aanwezige hoeveelheid edelmetaal is doorgaans onderhevig aan vrij grote schommelingen en perioden van "geldtekort" waren niet zeldzaam. Dan was het handig als er een flinke hoeveelheid (betrouwbaar) papiergeld kon worden uitgegeven. Ook vergemakkelijkte de uitgave van papiergeld de financiering van overheidsuitgaven in crisistijd en van grote investeringsprojecten zoals spoorwegen en kanalen.
In de 19e eeuw bleef het papiergeld nog steunen op een garantie van betaling in gouden munt (zie: goudstandaard). In de 20e eeuw werd de betekenis van de gouddekking steeds geringer, zodat ons geld tegenwoordig volledig fiduciair geworden is.
Van recentere datum zijn de elektronische, digitale en virtuele geldsoorten die niet allemaal landgebonden zijn, zoals cryptogeld, bitcoins en digital gold currencies (digitale goudhandel).